# مطار لاندغلي الدولي

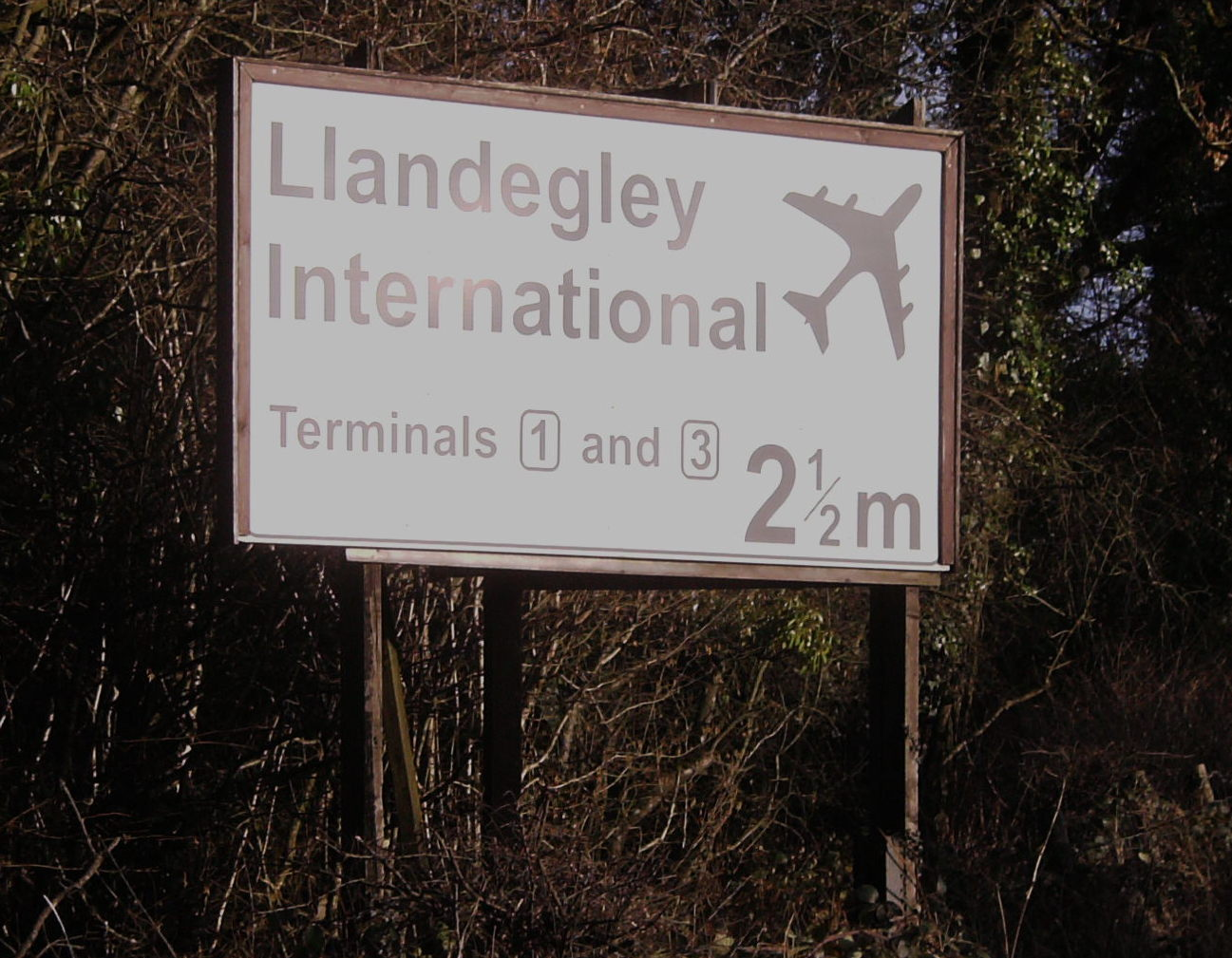
اللافتة بالقرب من طريق إيه44 في يناير 2014

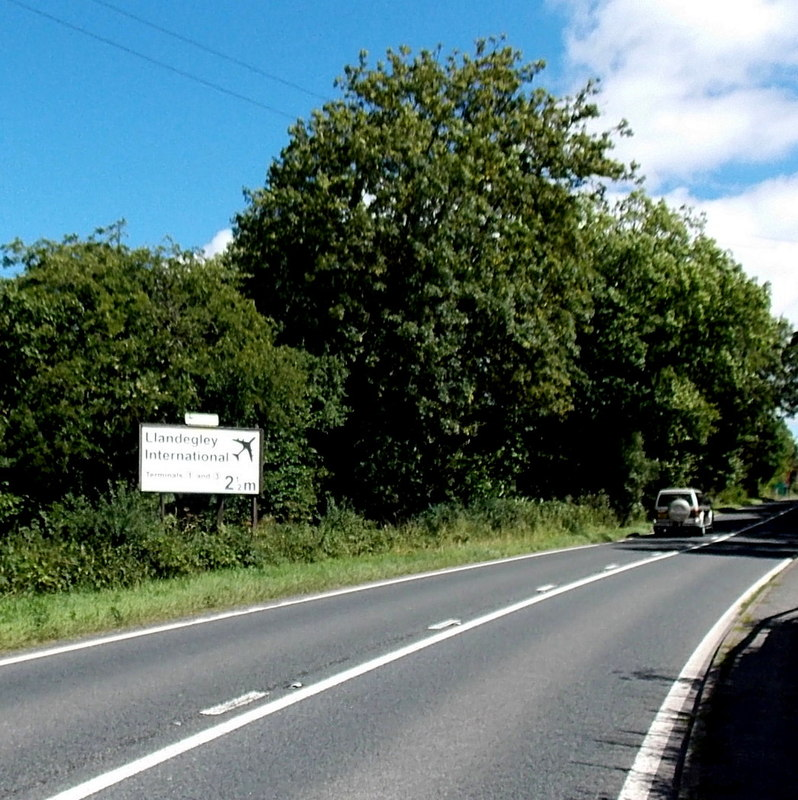
اللافتة بالقرب من طريق إيه44 في أغسطس 2013

مطار لاندغلي الدولي هي خدعةٌ أو مزحةٌ تتمحور حول قرية لاندغلي [الإنجليزية] (بالويلزية: Llandeglau)‏، والتي تقع بالقرب من بلدة لاندريندود ويلز [الإنجليزية] في وسط ويلز.
على الرغم من عدم وجود مطارٍ أساسًا في لاندغلي، إلا أنَّ رجلًا يُدعى نيكولاس وايتهيد وضع لافتةً ساخرةً على الطريق، تُحاكي لافتات علامات ووربويز المعايرية [الإنجليزية] في المملكة المتحدة، حيث وُضعت على أرضٍ خاصةٍ على الجانب الشمالي من طريق إيه44 [الإنجليزية] شرق كروسغيتز [الإنجليزية] في عام 2002 ميلاديًا، حيث تُشير إلى المبنى الأول والثالث «لمطار» لاندغلي الدولي تقع على بعد 2.5 مترًا. أنفق 1000 جنيه إسترليني على اللافتة.
أُزيلت اللافتة الأصلية في نوفمبر 2009، ولكنها استُبدلت في عام 2010 بعد احتجاجاتٍ شعبية. واستبدلت مرةً أُخرى في أبريل 2012. تظهر لقطةٌ للافتة على جوجل ستريت فيو، حيث كانت قد التقطت في أبريل 2021، وأُضيف إليها «لمقهى المطار، اتبع لافتات المبنى رقم 1»، كما عُلقَّ عليها منشورٌ يتضمن عبارة "No 2 Runway 2"، مع العلم أنَّ رقم 2 الأول في العبارة يُقصد به كلمة "to".
جذبت اللافتة تغطيةً صحفيةً وتلفزيونيةً، حيث ذُكرت في برلمان المملكة المتحدة عام 2003 من قبل روجر وليامز، وهو عضو دائرة بريكون ورادنورشير.
أُدرجت اللافتة في قاعدة كوفلين لبيانات سجل الآثار الوطنية لحكومة ويلز.
يُذكر أيضًا بأنَّ المطار يمتلك حسابًا على تويتر يحمل اسم (@llandegley_int) منذ عام 2008 ميلاديًا، كما يمتلك صفحةً على فيسبوك.

## روابط خارجية
- مقابلة نيكولاس وايتهيد مع تلفزيون ويلز على يوتيوب